# Saltarö
Saltarö är ett småhus- och sommarstugeområde i Värmdö kommun. Saltarö var en av Statistiska centralbyråns statistiska avgränsade småorter, och hade 735 invånare 2010. I samband med tätortsavgränsningen 2015 kom småorten att inkluderas i tätorten Kopparmora.
Vid småortsavgränsningarna 1990 och 1995 utgjorde andelen obebodda fritidshusfastigheter i småorten mer än 50 % av samtliga fastigheter.

## Befolkningsutveckling
| Befolkningsutvecklingen i Saltarö 1990–2010          | Befolkningsutvecklingen i Saltarö 1990–2010 | Befolkningsutvecklingen i Saltarö 1990–2010 | Befolkningsutvecklingen i Saltarö 1990–2010 | Befolkningsutvecklingen i Saltarö 1990–2010 |
| ---------------------------------------------------- | ------------------------------------------- | ------------------------------------------- | ------------------------------------------- | ------------------------------------------- |
|                                                      |                                             |                                             |                                             |                                             |
| År                                                   |                                             |                                             | Folkmängd                                   | Areal (ha)                                  |
| 1990                                                 | 1990                                        |                                             | 267                                         | 215#                                        |
| 1995                                                 | 1995                                        |                                             | 397                                         | 295#                                        |
| 2000                                                 | 2000                                        |                                             | 529                                         | 296#                                        |
| 2005                                                 | 2005                                        |                                             | 675                                         | 294#                                        |
| 2010                                                 | 2010                                        |                                             | 735                                         | 294#                                        |
| Anm.: Sammanvuxen med Kopparmora 2015. # Som småort. |                                             |                                             |                                             |                                             |